# 试验设计
實驗設計（英語：design of experiments，DOE），又称设计试验，是数理统计学的一个分支，科學探究的一部份，涉及「用何方法可更好的設計一個實驗」，屬於方法論的範疇。由於任何實驗都會受到外來環境影響，如何設計實驗，使外來環境的變化能夠對實驗造成最小的影響，就是實驗規劃的目的。實驗設計法廣泛用於自然科學、社會科學、医学等各學科的實驗設計裡。

## 參看
- 方法論
- 六西格玛
- 因变量和自变量
- 假設檢定
- 计算机自动设计
- 品質工程（田口方法）
- 區分效度（英语：Discriminant validity）
- 收斂效度（英语：Convergent validity）
- 發散效度（英语：Divergent validity）
- 质量源于设计